# Nazàrovo (Vladímir)
|  | Per a altres significats, vegeu «Nazàrovo». |

Nazàrovo (en rus: Назарово) és un poble de l'óblast de Vladímir, a Rússia, segons el cens del 2010 tenia 10 habitants. Pertany al districte municipal de Sóbinka.